# Shady Records
Shady records is een platenlabel gespecialiseerd in hiphop. Het label werd in 1999 opgericht door Eminem samen met zijn manager Paul Rosenberg, nadat hij van Interscope Records de mogelijkheid had gekregen om zijn eigen label te beginnen.

## Onder contract
| Artiest        | contract sinds | uitgebrachte albums | korte beschrijving | Labels                                                   |
| -------------- | -------------- | ------------------- | --- | -------------------------------------------------------- |
| Eminem         | 1999           | 9                   | Eminem is de oprichter van het label. | Shady/Aftermath Entertainment/Interscope records         |
| D12            | 1999           | 2                   | Een groep uit Detroit, waar ook Eminem zelf deel van uitmaakt.                                                                              | Shady records/Interscope records                         |
| Slaughterhouse | 2011           | 1                   | Supergroep bestaande uit Crooked I, Joe Budden, Joell Ortiz en Royce da 5'9"                                                                | Shady records/Interscope records                         |
| Yelawolf       | 2011           | 2                   | Rapper uit Alabama | Shady records/Interscope records                         |
| Bad Meets Evil | 2011           | 1                   | Duo bestaande uit Eminem en Royce da 5'9"                                                                                                   | Shady records/Interscope records                         |
| Westside Gunn  | 2017           |                     | Rapper uit Buffalo, broer van Conway | Shady Records/Griselda Records/Def Jam Recordings/Daupe! |
| Conway         | 2017           | 1                   | Rapper uit Buffalo, broer van Westside Gunn                                                                                                 | Shady Records/Griselda Records/Def Jam Recordings/Daupe! |
| Hall 'N' Nash  | 2017           |                     | Rapduo bestaande uit Westside Gunn & Conway, het duo zijn de eerste rappers uit Buffalo die een contract tekende bij een groot platenlabel. | Shady Records/Griselda Records/Def Jam Recordings/Daupe! |
| Boogie         | 2017           |                     | Rapper uit Compton | Shady Records/Interscope                                 |